# 1754 na literatura

## Nascimentos
| Data | Nome | Profissão | Nacionalidade | Observações | Ref |
| ---- | ---- | --------- | ------------- | ----------- | --- |

## Mortes
| Data          | Nome           | Profissão  | Nacionalidade | Observações | Ref |
| ------------- | -------------- | ---------- | ------------- | ----------- | --- |
| 27 de Janeiro | Ludvig Holberg | escritor   | Noruega       | n. 1684     |     |
| 8 de Outubro  | Henry Fielding | romancista | Inglaterra    | n. 1707     |     |